# Bullosembia thailandica
Bullosembia thailandica är en insektsart som beskrevs av Ross 2007. Bullosembia thailandica ingår i släktet Bullosembia och familjen Oligotomidae.
Artens utbredningsområde är Thailand. Inga underarter finns listade i Catalogue of Life.